# 沙 (多姆山省)
沙是法国多姆山省的一个市镇，位于该省中部，属于克莱蒙费朗区。该市镇总面积3.52平方公里，2009年时的人口为385人。

## 人口
沙人口变化图示